# Tripé (fotografia)

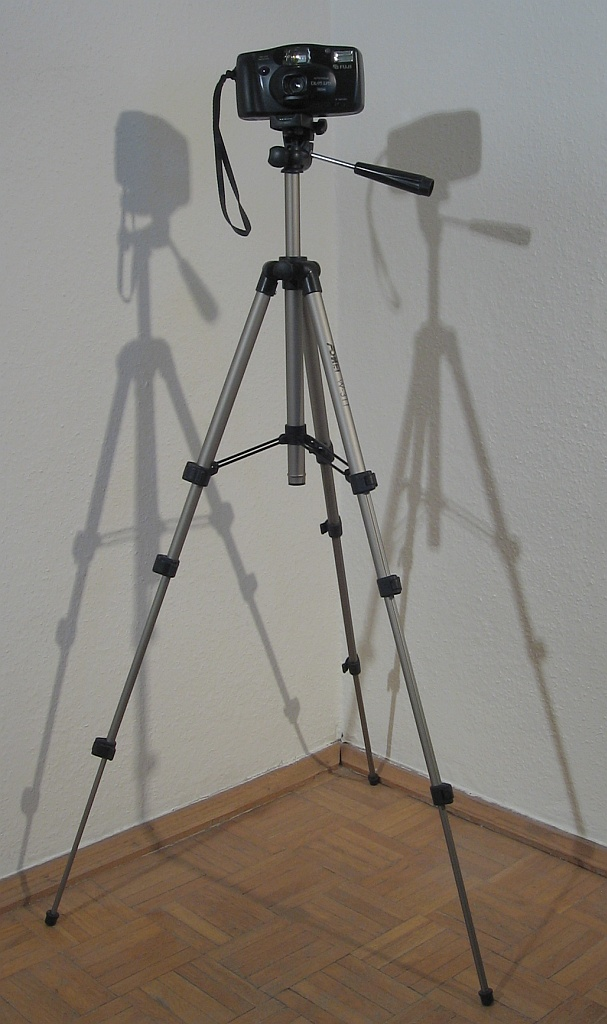
Uma câmera montada em um tripé de alumínio.

Na fotografia, um tripé é usado para estabilizar e elevar uma câmera, uma unidade flash ou outro equipamento fotográfico. Todos os tripés fotográficos têm três pernas e uma cabeça de montagem para casar com uma câmera. A cabeça de montagem geralmente inclui um parafuso que se encaixa a um receptáculo fêmea de rosca na câmara, bem como um mecanismo para ser capaz de girar e inclinar a câmera quando é montado sobre o tripé. As pernas do tripé são normalmente  telescópicas, a fim de economizar espaço quando não estiver em uso. Eles são geralmente feitos de alumínio, fibra de carbono, madeira, aço ou plástico.

## Utilização

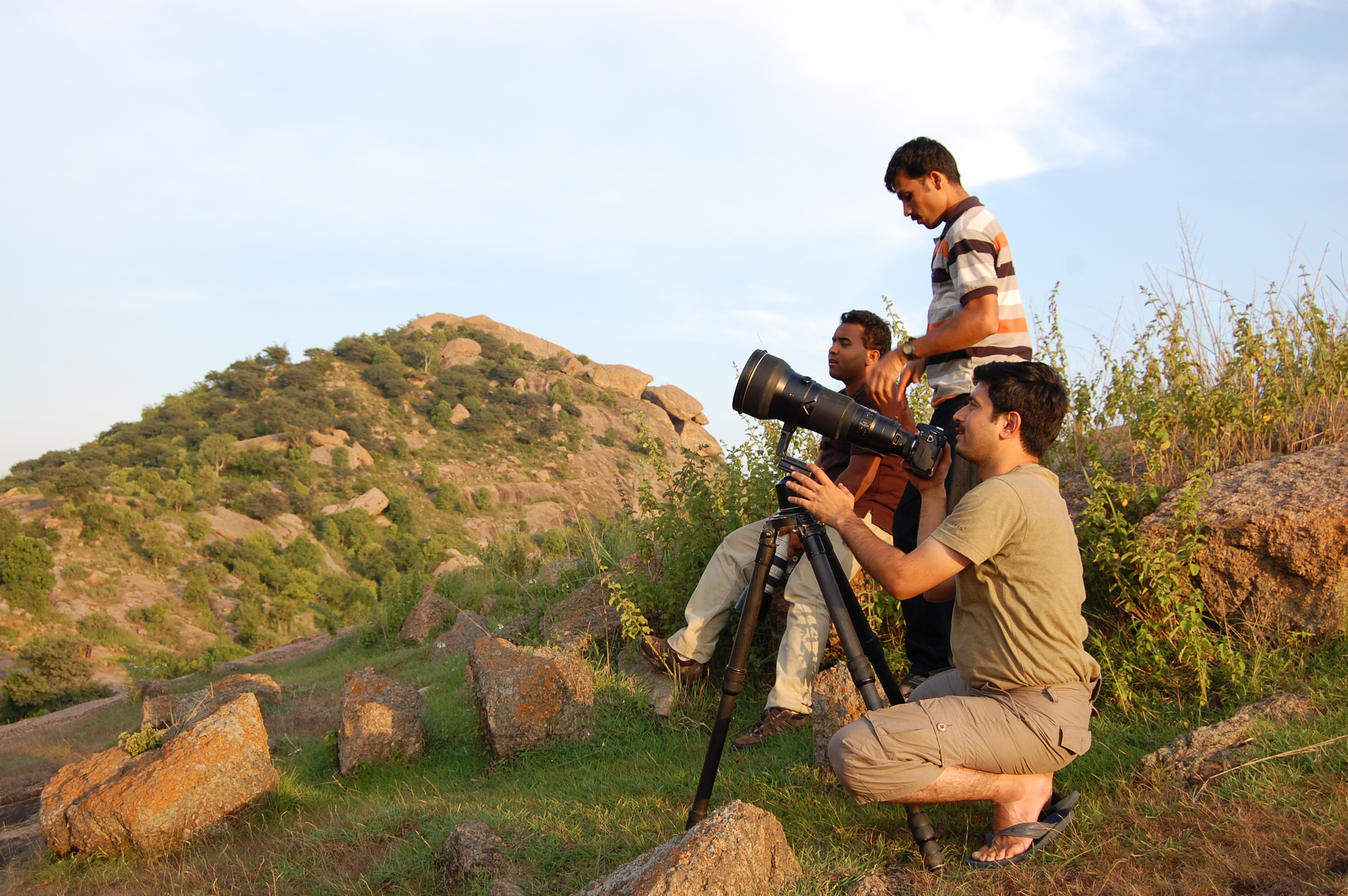
Fotógrafos com anexos de lentes telefoto pesadas usam um tripé para estabilizar suas câmeras para obter imagens nítidas

Tripés são usados tanto em fotografias de movimentos quanto em fotografias estáticas para impedir o movimento da câmera. Elas são necessárias quando a baixa velocidade de exposições estão sendo feitas, ou quando teleobjetivas são utilizadas, como qualquer movimento de câmera enquanto o obturador é aberto irá produzir uma imagem borrada. Na mesma linha, elas reduzem a trepidação da câmara, e, portanto, são fundamentais para alcançar o máximo de nitidez. Um tripé é também útil para alcançar enquadramento preciso da imagem, ou quando mais de uma imagem está sendo feita da mesma cena, por exemplo, quando a exposição bracketing. Uso de um tripé pode também permitir uma abordagem mais ponderada à fotografia. Por todas estas razões um tripé de algum tipo é muitas vezes necessário para a fotografia profissional, bem como usa determinado vídeo. Tripés também são usados como uma alternativa ao C-Stands de acessórios fotográficos.